# 49–53 Virginia Street

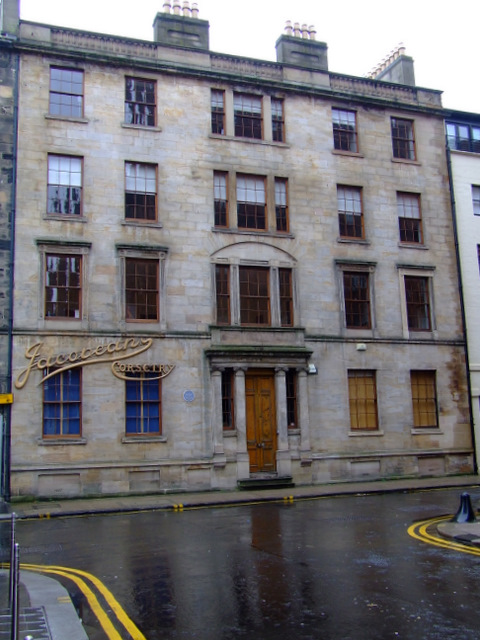
49–53 Virginia Street

Unter der Adresse 49–53 Virginia Street in der schottischen Stadt Glasgow befindet sich ein Wohngebäude. 1970 wurde das Bauwerk in die schottischen Denkmallisten in der höchsten Denkmalkategorie A aufgenommen. Zusammen mit dem Nachbargebäude 37–47 Virginia Street sowie dessen denkmalgeschütztem Innenhof, wird der Komplex oftmals als Virginia Buildings zusammengefasst. Das Wohngebäude 42 Virginia Street liegt schräg gegenüber.

## Beschreibung
Das vierstöckige Gebäude steht an der Virginia Street im Südosten des Glasgower Zentrums. Es entstand um 1817 und ist klassizistisch ausgestaltet. Die ostexponierte Frontfassade ist fünf Achsen weit. Das Eingangsportal ist mit ionischen Pilastern und Gesimsen gestaltet. Die Fenster oberhalb des Eingangsportals sind zu Drillingsfenstern gekuppelt und im Falle des Fensters des ersten Obergeschosses in eine segmentbögige Aussparung eingelassen. Die Fenster im ersten Obergeschoss sind mit ornamentierten Architraven und schlichten Gesimsen gestaltet.  Unterhalb verläuft ein Fenstergesimse. Die Fassade schließt mit einer steinernen Balustrade.